# Itter (Tyrolsko)
Itter je obec v Rakousku. Nachází ve spolkové zemi Tyrolsko v okrese Kitzbühel a má přibližně 1 200 obyvatel.

## Poloha
Obec leží 18,6 km západně od města Kitzbühel, 5 km jihovýchodně od města Wörglu a 2,5 km severně od obce Hopfgarten im Brixental. Rozkládá se na terase nad údolím Brixental a Mühltal. Hlavním zdrojem příjmů obce je turistika.
V katastrálním území obce leží stejnojmenná obec, která se skládá z několika vesnic a roztroušených osad a statků. Má rozlohu 10,44 km², z toho 38,4 % připadá na zemědělskou půdu, 2,5 % na zahrady, 47,7 % na lesy a 4,1 % na horské louky. Z celkové plochy je 57,3 % osídleno.

### Části obce
Itter má tyto části: Barmerberg, Bruckberg, Ed, Gries, Itterdörfl, Kirchdörfl, Mühltal, Nasen, Salvenberg a Schwendterdörfl.

### Sousední obce
Obec sousedí se třemi obcemi okresu Kufstein a jednou z okresu Kitzbühel.
| Kirchbichl |                         | Söll |
| Wörgl      |                         |      |
|            | Hopfgarten im Brixental |      |

## Historie
Dnešní území obce bylo osídleno kolem roku 1500 př. n. l. Archeologické nálezy dokazují, že historie osídlení sahala až do doby Římanů. Starobylý je i název místa (*Udria – mokřad), který souvisí se starořeckým ὕδωρ hydōr, německy voda.
V roce 902 připadl Brixental a také Itter (Itterdörfl), o kterém je první písemná zmínka jako Uitaradorf, regensburské diecézi, která jmenovala Rapotony jako zemské správce. V Itteru již v té době stál hrad. Další písemná zmínka pochází z roku 1241, kdy se Rapoto II. zřekl svých nároků, které získal od regensburského biskupství. Od 14. století na hradě působil soudce a prokurátor křižáků. Spolu s územím je Konrád z Regensburgu prodal v roce 1380 salcburskému arcibiskupovi Pilgrimovi.
Za vlády císaře Maxmiliána I. byla salcburskému arcibiskupství prodána vrchnostenská jurisdikce nad tyrolským panstvím. Itterský soudce tak měl v rukou opět hrdelní právo. Samotná ves Itter náležela hradu. Její poplatky (daně) spočívaly především ve službách ve prospěch pevnosti.
V 17. století došlo ke sloučení úřadů prokurátora a soudu, čímž se název změnil na Pflegegericht a byl přenesen do Hopfgartenu.
V roce 1805 připadl Itter Rakousku. Vídeňskou smlouvou z roku 1809 připadl Itter Bavorsku. V roce 1816 se Itter opět připojil k Rakousku a byl definitivně spojen s Tyrolskem.

## Pamětihodnosti
Hrad Itter, který stojí na kopci nad vsí, sloužil za druhé světové války jako vězení pro prominentní francouzské vězně. Tři dny před koncem války, 5. května 1945, se stal místem bitvy, v níž vedle sebe bojovali vojáci US Army, Wehrmachtu a francouzští vězni proti jednotkám SS. Hrad je v soukromých rukou a nepřístupný veřejnosti.